# Gymnocanthus intermedius
Gymnocanthus intermedius är en fiskart som först beskrevs av Temminck och Schlegel, 1843.  Gymnocanthus intermedius ingår i släktet Gymnocanthus och familjen simpor. Inga underarter finns listade i Catalogue of Life.